# ATM Jam
„ATM Jam” este un cântec a rapperiței Americane Azealia Banks, imreună cu vocale din partea lui Pharrell care de asemenea a produs piesa. Piesa a fost lansată pe data de 30 august 2013 ca și al doilea single de pe albumul de studio de debut Broke with Expensive Taste (2014). Banks a cântat piesa la Glastonbury Festival 2013 pe data de 29 iunie 2013, stația de radio din New York Hot 97 a premiat versiunea clean prescurtată trei zile mai târziu pe data de 2 iulie 2013. Pe data de 11 iulie 2013 versiunea completa de studio a piesei "ATM Jam" a fost lansată pentru stația de radio BBC Radio 1. Pe data de 9 noiembrie 2013, Banks a postat pe contul ei de Twitter faptul ca va scoate piesa de pe album și ca piesa a fost doar un "capitol trecător" și nu un single.

## Informații generale
În timpul unui interviu cu BBC Radio 1 DJ-ul Zane Lowe—de care a fost difuzat pe data de 16 iulie 2013—Banks a declarat că "ATM Jam" a fost inițial scris pentru Beyoncé Knowles. Explicând cum piesa a fost pâna la urma înregistrată de ea însăși, Banks a comentat:
Voia să cânte rap sau ceva și a vrut ca eu sa scriu o melodie, și nu am putut veni cu ceva care m-am gândit că ar fi potrivit pentru ea doar pentru că eu sunt atât de vulgară, dar am scris piesa. Am scris câteva versuri pe ea și Pharrell și mi-a spus 'ar trebui să ți-o păstrezi'

## Videoclipul
Banks a anunțat că videoclipul va fi filmat în New York City pe data de 29 iulie 2013 cu regizorul Clarence Fuller. Cu toate acestea, videoclipul cu Furler a fost amânat din motive necunoscute si filmat din nou cu regizorul Rony Alwin, și premiat pe data de 21 octombrie 2013.

## Clasamente
| Clasament (2013)                 | Poziție maximă |
| -------------------------------- | -------------- |
| Belgia (Ultratip Flanders)       | 55             |
| Belgia (Ultratop Flanders Urban) | 37             |
| Regatul Unit (UK Singles OCC)    | 169            |

## Istoricul lansărilor
| Țară                       | Dată               | Format              | Ref.   |
| -------------------------- | ------------------ | ------------------- | ------ |
| Australia                  | 30 august 2013     | Descărcare digitală | [ 9 ]  |
| Finlanda                   | 30 august 2013     | Descărcare digitală | [ 10 ] |
| Germania                   | 30 august 2013     | Descărcare digitală | [ 11 ] |
| Statele Unite ale Americii | 3 septembrie 2013  | Descărcare digitală | [ 12 ] |
| Regatul Unit               | 27 septembrie 2013 | Descărcare digitală | [ 13 ] |